# Littleborough (Grand Manchester)
Pour les articles homonymes, voir Littleborough.
Littleborough est une ville britannique du district métropolitain de Rochdale, dans le Comté métropolitain du Grand Manchester en Angleterre.